# Engelska språket i Sverige

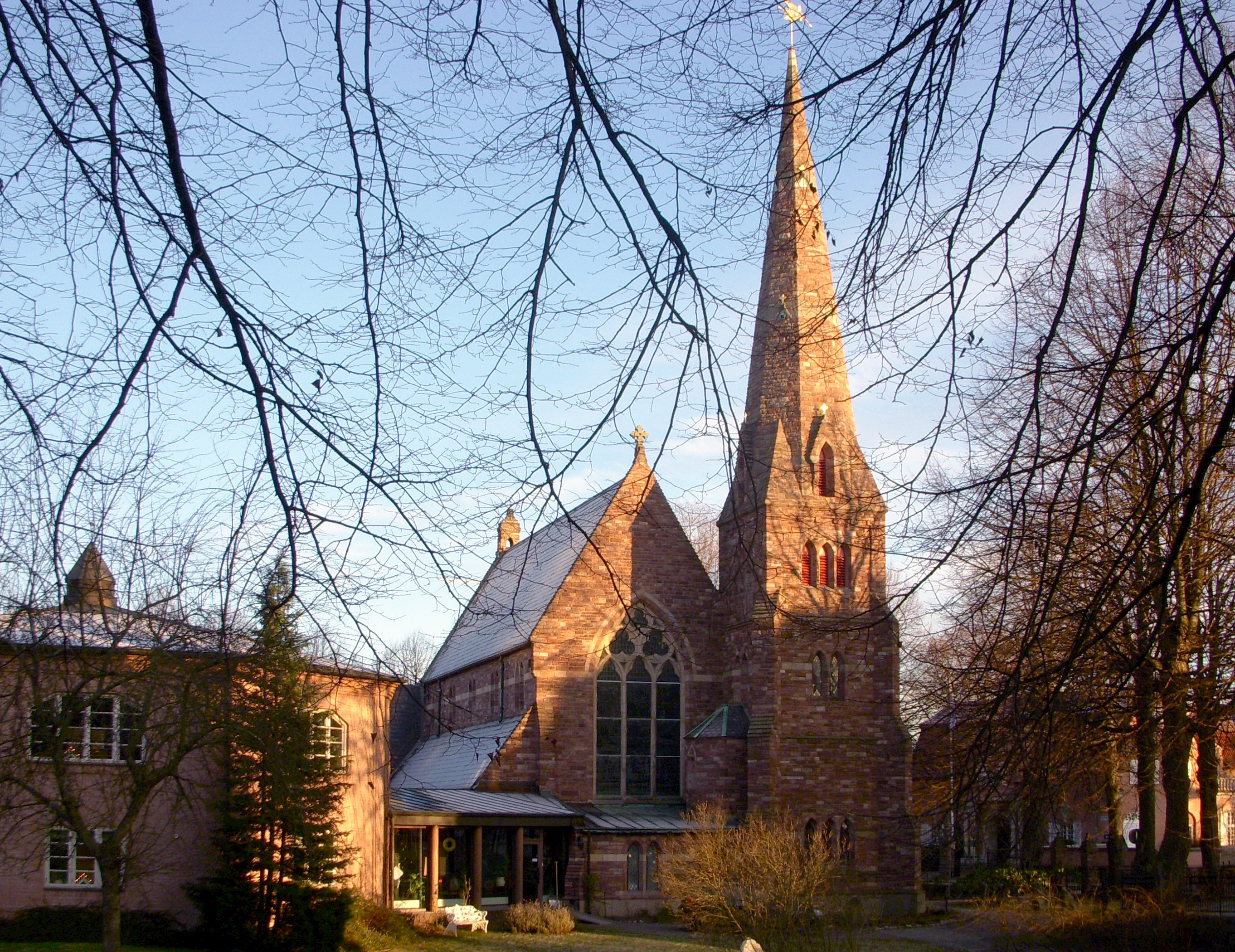
Engelska kyrkan i Stockholm.

Engelska har talats i Sverige i flera hundra år; dessutom är språket viktigaste främmande språk i Sverige sedan 1939. Uppskattningar gör gällande att antalet modersmålstalare 2012 var 54 000, enligt Mikael Parkvall, men flertalet svenskar behärskar engelska språket i någon grad. Apologistskolan införde 1839 engelska som ordinärt läroämne, och 1856 blev engelska obligatoriskt på gymnasiets reallinje. Engelskundervisning i Sverige är ett obligatoriskt skolämne och bedrivs i grundskolan och i gymnasieskolan.
I Sverige finns flera engelskspråkiga skolor – skolor med engelskspråkig profil såsom IES (sedan 1993).
I september 2022 publicerades en studie som visar på att många barn vid förskolor i Sverige spontant använder sig av engelska som lekspråk, framför allt i flerspråkiga trakter.